# William Melvin Kelley
Pour les articles homonymes, voir Kelley.
William Melvin Kelley, né le  1er novembre 1937 à New-York et mort le 1er février 2017 dans la même ville, est un romancier et écrivain afro-américain. Il était également professeur d'université. En 2008, il a reçu le Anisfield-Wolf pour l'ensemble de sa carrière.

## Biographie
William Melvin Kelley est étudiant à la Fieldston School à New York et à l'université Harvard (promotion de 1960). Ses professeurs sont John Hawkes et Archibald MacLeish. Il publie son premier roman, Un autre tambour (A Different Drummer), en 1962, à l'âge de 24 ans. Il se  marie la même année avec Karen Gibson. 
En 1964, il publie un recueil de nouvelles Danseurs sur le rivage (Dancers on the Shore) et son deuxième roman, A Drop of Patience. Puis il vient vivre à Paris, où il écrit, en 1967, son roman dem et enseigne la littérature américaine à l'université de Paris. Il séjourne fréquemment à Rome. 
Après les assassinats de Martin Luther King en 1968 et de Robert F. Kennedy, Kelley et son épouse décident qu'ils ne souhaitent pas élever leurs enfants aux États-Unis. Ils s'installent avec leurs deux filles en Jamaïque jusqu'en 1977 ; pendant ces années, lui et sa famille se sont convertis au judaïsme.  En 1988, il écrit et produit le film Excavating Harlem in 2290 avec Steve Bull.
Les romans de William Melvin Kelley sont revenus dans l'actualité grâce à Kathryn Schulz qui publie l'éloge de l'auteur dans le New Yorker du
29 janvier 2018.

## Œuvre

### Romans
- A Different Drummer (Doubleday, 1962) Un autre tambour (A Different Drummer), traduit par Lisa Rosenbaum, Delcourt, Paris, Casterman, 1965, 260 p. ; réédition, Paris, Delcourt, 2019, 258 p. ; réédition, Paris, 10/18, coll. « Littérature étrangère » no 5577, 2020  (ISBN 978-2-264-07561-1)
- A Drop of Patience, Doubleday (1965), en français "Jazz à l'âme" (Delcourt, 2020).
- dem (1967) dem,  traduit par Michelle Herpe-Voslinsky, Lausanne/Pantin, L'Aire/Le Castor astral, 1992, 177 p.

### Recueil de nouvelles
- Dancers on the Shore (Doubleday, 1964) Danseurs sur le rivage, traduit par Michelle Herpe-Voslinsky, préf. de Michel Fabre, Lausanne/Pantin, L'Aire/Le Castor astral, 1990, 223p.

### Autre publication
- Dunfords Travels Everywheres (Doubleday, 1970)